# Ellesmere Port and Neston
Ellesmere Port and Neston este un district nemetropolitan în Regatul Unit, în comitatul Cheshire din regiunea North West, Anglia.

## Orașe din cadrul districtului
- Ellesmere Port
- Neston